# Edward Conze
Eberhart (Edward) Julius Dietrich Conze (1904-1979) est un érudit anglo-allemand essentiellement connu pour ses traductions pionnières de textes bouddhiques.

## Vie et œuvre
Edward Conze est né à Londres, d'ascendance allemande, française et néerlandaise. Son père appartenait à la noblesse terrienne allemande, et sa mère à ce que lui-même aurait appelé la « ploutocratie ». Son entourage était protestant, bien que sa mère soit devenue catholique vers la fin de sa vie. Il semble avoir eu une relation difficile avec sa mère. Conze prétendait, par sa famille, être lié à Friedrich Engels.
Né en Angleterre (son père y résidait, étant vice-consul d'Allemagne), il avait la nationalité britannique. Il a étudié dans diverses universités allemandes, obtenant un doctorat de l'université de Cologne en 1928. Il a ensuite poursuivi des études post-doctorales en philosophies comparées, européenne et indienne, à l'université de Bonn et à celle de Hambourg. Conze avait un don pour les langues et à l'âge de vingt-quatre ans en connaissait quatorze, incluant le sanskrit. Comme nombre d'Européens, il est entré assez tôt en contact avec la théosophie, s'intéressant aussi sérieusement à l'astrologie : il restera toute sa vie grand astrologue. Encore jeune homme, il écrivit un livre très important, Le Principe de contradiction.
Conze s'est fortement opposé à l'ascension de Hitler vers le pouvoir et à l'idéologie nazie, et il a rejoint le parti communiste, étudiant même sérieusement la pensée marxiste. Il a un temps été le chef du mouvement communiste à Bonn, et dans son autobiographie, Mémoires d'un gnostique moderne, il parle de l'organisation de gangs de rue communistes à Hambourg, qui a brièvement mis sa vie en danger.
En 1933, il partit pour l'Angleterre, ayant auparavant pris la précaution de renouveler sa nationalité britannique ; il y arriva à l'âge de vingt-neuf ans, pratiquement sans argent ni biens. Il y vécut en enseignant l'allemand, notamment lors de cours du soir. Il devint membre du parti travailliste, où il rencontra nombre de personnalités et d'intellectuels, qui ne l'impressionnèrent guère. La secrétaire d'État à l'Éducation, présidente du parti travailliste et députée Ellen Wilkinson l'impressionna cependant, et par la suite ils publièrent tous deux deux livres, Pourquoi la guerre ? et Pourquoi le fascisme ?
Il devint très actif dans le mouvement socialiste en Grande-Bretagne, donnant des conférences et écrivant des livres et des brochures, jusqu'à ce que finalement il se sentit déçu par la politique. À trente-cinq ans, il se retrouva dans un état de confusion intellectuelle et de déprime. Même son mariage avait échoué - il écrira dans ses mémoires : « Je suis un de ces malheureux qui ne peuvent vivre ni avec les femmes, ni sans elles. »
À ce point, il découvrit le bouddhisme - ou plutôt le redécouvrit : à l'âge de treize ans, en effet, il avait lu En glanant dans les champs de Bouddha, de Lafcadio Hearn, mais son premier contact important avec le bouddhisme avait eu lieu au début de la Seconde Guerre mondiale, avec la lecture d'écrits de D. T. Suzuki. 
Conze consacra le reste de sa vie au bouddhisme, et en particulier à la traduction des soûtras de la Prajnaparamita ou Perfection de la Sagesse, qui sont des textes fondamentaux du bouddhisme mahayana. Toutefois, Conze n'est pas seulement un érudit dans le sens propre du terme. Pendant la guerre, il vécut seul dans une caravane dans la New Forest, pratiquant la méditation, suivant très sérieusement les instructions données par Buddhaghosa dans le Visuddhimagga et atteignant, semble-t-il, un certain degré de réalisation méditative. Extrêmement honnête, en particulier à propos de lui-même, il avouera dans des conférences ultérieures, en Amérique, qu'il n'était qu'un érudit bouddhiste et non un moine et que, par conséquent, les gens ne devaient pas être déçus si ses actes et son comportement n'étaient pas à la hauteur de l'idéal bouddhiste. Mais le fait qu'il ait été vice-président de la Société bouddhiste de Londres reflète sa position prééminente parmi les bouddhistes.
De 1933 à 1960, il enseigna la psychologie, la philosophie et la religion comparée à l'université de Londres et à l'université d'Oxford. De 1963 à 1973, il fut titulaire d'un certain nombre de postes universitaires en Angleterre, en Allemagne et aux États-Unis, passant aussi une partie importante de son temps en tant que professeur invité au Département d'études religieuses de l'université de Lancastre.
Après la guerre, il s'installa à Oxford et se remaria. En 1951, il publia Le Bouddhisme dans son essence et son développement, un livre très réussi, toujours réédité depuis. Sa réalisation majeure, au cours des vingt années qui suivirent, a cependant été la traduction de plus de trente soûtras de la Prajnaparamita, incluant deux des plus connus de tous les textes bouddhiques, le Sūtra du Diamant et le Sūtra du Cœur.
Dans les années 1960 et 1970 il a enseigné dans plusieurs universités aux États-Unis, où il a été apprécié des étudiants. Très franc et direct, il encourut cependant la réprobation des autorités universitaires et de certains de ses collègues : la combinaison de son passé communiste et de sa franche critique de la participation américaine à la guerre du Vietnam l'obligèrent finalement à quitter le pays et à retourner en Grande-Bretagne.
Il est décédé le 24 septembre 1979 à Yeovil, dans le Somerset.

## Héritage
Conze était un personnage complexe, et il n'est guère aisé d'évaluer son importance. C'était bien sûr un intellectuel européen réfugié, ayant comme tant d'autres fui l'Allemagne d'avant-guerre. Il n'était cependant pas représentatif des courants intellectuels dominants de la vie intellectuelle du XXe siècle, car il était très critique de nombreuses tendances de la pensée moderne. C'était un élitiste avoué : croyant que le gnosticisme est fondamentalement élitiste, il intitula de fait son autobiographie Mémoires d'un gnostique moderne. Pas plus n'approuvait-il la démocratie, ni le féminisme.
Il est certainement représentatif de toute une génération d'avant-guerre en Occident qui a perdu ses illusions envers le marxisme, en particulier sous sa forme soviétique. Mais Conze diffère de nombreux autres dans le fait qu'il n'a pas perdu des croyances religieuses : il a transféré son idéalisme de la politique au bouddhisme.
Edward Conze a été l'un des grands traducteurs bouddhistes, comparable aux infatigables traducteurs chinois Kumarajiva et Xuanzang. Il a été considéré comme « le premier spécialiste occidental de la littérature de la Prajnaparamita ». Il est particulièrement significatif qu'en tant  qu'érudit du bouddhisme, il ait également essayé de le mettre en pratique, en particulier avec la méditation. Cela était très rare à l'époque où il a commencé son travail, et il a alors été considéré, dans les années 1940 et 1950, comme étant quelque peu excentrique : en effet, afin d'être « objectifs », les chercheurs n'étaient pas censés avoir d'implication personnelle dans leur objet d'étude. Il a donc été un précurseur de toute une nouvelle génération de chercheurs occidentaux en bouddhisme qui sont aussi des pratiquants bouddhistes.
Le dalaï-lama compare Conze aux voyageurs occidentaux qui visitèrent le Tibet qui le firent connaître au reste du monde.

## Œuvres

### En anglais
- Why War? (1934) - avec Ellen Wilkinson
- Why Fascism? (1934) - avec Ellen Wilkinson
- The Scientific Method of Thinking: An Introduction to Dialectical Materialism (1935)
- An Introduction to Dialectical Materialism (1936)
- Spain To-day: Revolution and Counter Revolution (1936)
- Contradiction and Reality: A Summary (1939)
- Buddhism: Its Essence and Development (1951)
- Abhisamayālaṅkāra (1954)
- Selected Sayings from the Perfection of Wisdom (1955)
- The Buddha's Law Among the Birds (1956)
- Buddhist Meditation (1956 & 1972)
- Vajracchedikā Prajñāpāramitā (1957)
- Perfection of Wisdom in 8,000 Lines and its Verse Summary (1958)
- A Short History of Buddhism (1958)
- Buddhist Scriptures (1959)
- The Prajñāpāramitā Literature (1960)
- The Large Sutra on Perfect Wisdom with divisions of Abhisamayālaṅkāra (1961)
- Gilgit Manuscript of Aṣṭādaśasāhasrikāprajñāpāramitā (1962)
- Buddhist Thought in India: Three Phases of Buddhist Philosophy (1962)
- Materials for a Dictionary of the Prajñāpāramitā Literature (1967)
- Thirty Years of Buddhist Studies: Selected Essays (1967)
- The Short Prajñāpāramitā Texts (1974)
- Further Buddhist Studies: Selected Essays (1975)
- The Memoirs of A Modern Gnostic (1979)

### Traduites en français
- Le bouddhisme dans son essence et son développement (parfois réédité sous le simple titre Le bouddhisme), traduit par M.-S. Renou, Payot, 1951.
- Trois textes de la prajñāpāramitā traduits à partir de la version anglaise de Conze :
  - Le sūtra du Cœur
  - Le sūtra du Diamant
  - Le Ratnaguna Samcayagatha

### Sources
- Notice dans un dictionnaire ou une encyclopédie généraliste :   - Deutsche Biographie
- Notices d'autorité :   - VIAF
  - ISNI
  - BnF (données)
  - IdRef
  - LCCN
  - GND
  - Japon
  - CiNii
  - Espagne
  - Belgique
  - Pays-Bas
  - Pologne
  - Israël
  - NUKAT
  - Suède
  - Vatican
  - Australie
  - Tchéquie
  - WorldCat
- (en) Sangharakshita, Bikshu : Great Buddhists of the Twentieth Century, Windhorse Publications, 1996.
- (en) Edward Conze, The Memoirs of a Modern Gnostic, Part 1; 1979.
- (en) Edward Conze, The Memoirs of a Modern Gnostic, Part 2; 1979.
- (en) De Jong, J. W. (April, 1980). Obituary: Edward Conze 1904–197. Indo-Iranian Journal (Springer) 22 (2): 143-146.
- (en) Christmas Humphreys (en), (February, 1980). Dr. Edward Conze, 1904–1979 (Obituary). The Middle Way (Londres, Société bouddhiste) 54 (4): 229-231.
- (en) Nattier, Jan. The Heart Sutra: A Chinese Apocryphal Text? Journal of the International Association of Buddhist Studies Vol. 15 Nbr. 2 (1992).